# Imabari
Imabari (japonsky 今治市) je město v prefektuře Ehime v Japonsku. K roku 2018 v něm žilo přes 154 tisíc obyvatel.

## Poloha a doprava
Jádro města Imabari leží na severovýchodě poloostrova Takanawa ostrova Šikoku. Na sever z Imabari vede dálnice Nišiseto, která prochází po mostech přes řadu ostrovů Vnitřního moře a končí v Onomiči v prefektuře Hirošima na ostrově Honšú. V Imabari je nádraží na železniční trati Uwadžima – Takamacu vedoucí z Uwadžimy na západním pobřeží Šikoku podél severního pobřeží Šikoku do Takamacu.